# Herbert Binkert
Herbert Binkert (3 de setembre de 1923 - 4 de gener de 2020) va ser un futbolista alemany que va jugar internacionalment amb la Selecció del Sarre.

## Carrera de club
Amb el club 1.FC Saarbrücken va participar en la Copa d'Europa de 1955–56.

## Carrera internacional
Binkert va marcar sis gols en dotze partits internacionals amb el Sarre.